# Гаетано Роверето
Гаетано Роверето (італ. Gaetano Rovereto; 1870-1952) — італійський геолог і палеонтолог. У 1910—1913 роках він провів геологічні дослідження в Аргентині. У 1939 публікує масштабну працю «Liguria Geologica». Роверето також проводив геологічні дослідження при будівництві залізниці в Італії та зрошувальної системи в Аргентині.